# Zabużanie

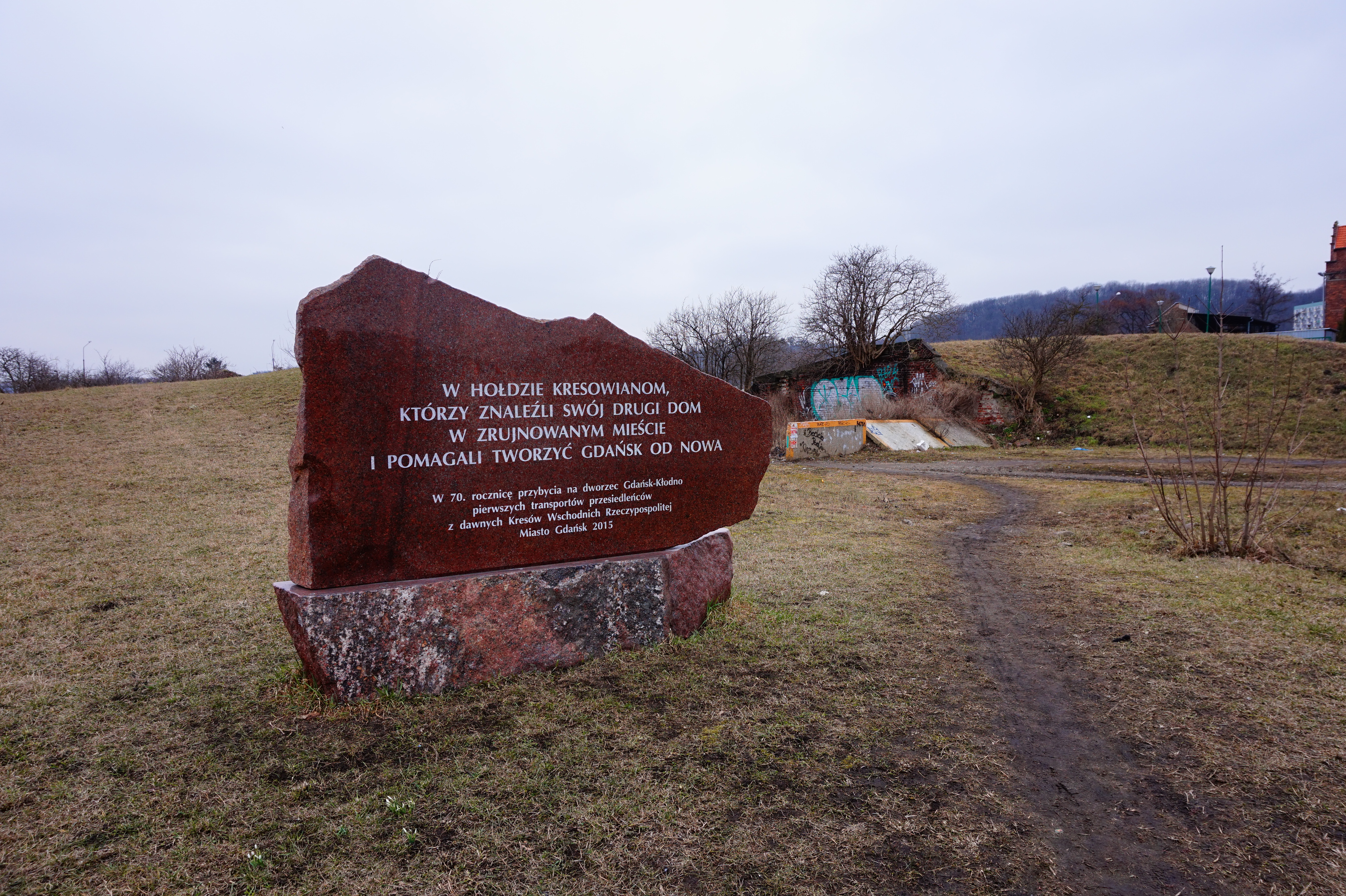
Pomnik w Gdańsku upamiętniający przesiedleńców z Kresów Wschodnich

Zabużanie – Polacy pochodzący z terenów na wschód od Buga; nazwa określająca najczęściej obywateli polskich wysiedlonych w latach 1944–1952 z terenów byłych polskich Kresów Wschodnich na podstawie układów republikańskich zawartych w 1944 r. przez PKWN z republikami radzieckimi (Białoruską, Ukraińską i Litewską).
Później terminem tym zaczęto określać osoby uprawnione do odszkodowania za mienie zabużańskie, czyli dobytek pozostawiony podczas wysiedleń. Poza samymi przesiedleńcami termin ten mógł więc obejmować także ich spadkobierców.